# خمل
خَمَل (الاسم العلمي Salanx)، جنس أسماك بحرية ونهرية من فصيلة الخمليات. موطنه شطوط وأنهار آسيا. ترحل إلى المياه العذبة في زمن السرء فتقيم فيها نحو 4 شهور ثم تعود فتركب البحر. أجسامها فضية مستطيلة، رؤوسها أسطوانية طويلة. فلوسها دقيقة، حولية الأنسلاخ. أثوابها إلى السمرة الزيتونية تعبق عند ثبج الظهار. لحومها متوسطة الصنف سمراء اللون.

## الأنواع
هناك خمسة أنواع معترف بها حاليًا في جنس الخمل:
- Salanx ariakensis Kishinouye, 1902
- Salanx chinensis (بير أوزبيك, 1765) (Chinese noodlefish)
- Salanx cuvieri اشيل فالنسيان, 1850 (Noodlefish)
- Salanx prognathus (Regan, 1908)
- Salanx reevesii (جون إدوارد غراي, 1831)